# Henri Ernest Baillon
Henri Ernest Baillon (Calais, 30 novembre 1827 – Parigi, 19 luglio 1895) è stato un botanico e medico francese.
Ottenne il diploma di dottore in medicina a Parigi e, dal 1863, trascorse la sua vita professionale come docente di storia naturale.
Nel 1867 fu nominato membro della Legion d'onore e, il 26 aprile 1894, entrò nella Royal Society.
Scrisse il "Dictionnaire de botanique", per il quale Auguste Faguet produsse le riproduzioni. Il genere di piante Baillonia (famiglia Verbenaceae) fu chiamato così in suo onore da Henri Théophile Bocquillon.
Pubblicò numerose opere di botanica:
- Étude générale du groupe des Euphorbiacées (1858)
- Monographie des Buxacées et des Stylocérée (1859)
- Recherches organogéniques sur la fleur femelle des Conifères (1860)
- Recherches sur l'organisation, le développement et l'anatomie des Caprifoliacées (1864)
- Adansonia, recueil périodique d'observations botaniques (dieci volumi, 1866-1870)
- Histoire des plantes (tredici volumi, 1867-1895)
- Dictionnaire de botanique (quattro volumi, 1876-1892)
- Histoire naturelle des plantes de Madagascar (tre volumi)
- Traité de botanique médicale phanérogamique (1883-1884)